# الجهدعة (السياني)

تعديل مصدري - تعديل

الجهدعة محلة تابعة لقرية ذى القرض، التابعة لعزلة العارضة بمديرية السياني إحدى مديريات محافظة إب في الجمهورية اليمنية.، بلغ تعداد سكانها 20 حسب تعداد اليمن لعام 2004.